# 제시카 알렉산더
제시카 알렉산더(Jessica Alexander, 1999년 6월 19일 ~ )는 잉글랜드의 배우, 모델이다.

## 출연 작품

### 영화
- 인어공주 (2023) - 바네사 역

### 텔레비전
- 페니 온 마스 (2018-20) - 루시 카펜터 역
- 겟 이븐 (2020) - 올리비아 헤이스 역